# 일간스포츠
《일간스포츠》(The Daily Sports)은 KG그룹 계열 이데일리M이 발행하는 스포츠, 연예 전문 일간지이다. "언제 어디서나 재미있는 신문"을 표방하고 있으며 1984년부터 KBS와 함께 '골든볼 골든슈'를 통해 스포츠신문사 최초 프로축구 시상식을 개최했지만  시상 주최사 간의 자존심 경쟁 - 비슷한 시상식 명칭과 시상 부문 - 수상자 중복 등이 걸림돌로 나타나자 2005년을 끝으로 폐지됐다.
한편, 해당 신문에 앞서 <일간스포츠신문>이 1963년 8월 15일 국내 최초 스포츠 일간지로 창간됐으나  스포츠신문이 아직 시장성이 없어 구독률이 낮았던 탓인지 1964년 10월 12일 <일간경제신문>으로 제호명 변경됐으며 1965년 10월 12일 <현대경제일보>를 거쳐 1980년 11월 26일 현재 제호명인 《한국경제신문》이 됐다.

## 역사
- 1969년 9월 한국일보 자매지로 창간.
- 1970년 3월 가판 43,000부를 돌파
- 2001년 5월 일본 호치신문과 월드컵 관련 업무 제휴 체결
- 2001년 7월 코스닥에 상장됨.
- 2005년 12월 중앙일보사가 1대 주주로 참여.
- 2006년 4월 1S으로 일간 스포츠 심볼 마크.
- 2010년 5월 중앙미디어빌딩으로 사옥 이전.
- 2015년 12월 JTBC PLUS에 법인이 합병됨[5].
- 2022년 6월 KG그룹으로[6]  매각됨.

## 구조 조정
통합 취재를 목적으로 한 법인 조직 JES를 분리하여, 취재 인력 효율화를 통해 2004년 말 89명이던 기자 인력을 2006년 기준 31명으로 축소하였다. 2004년 말 76명이던 관리 인력 또한 현재 48명으로 축소되어 운영하고 있다.